# 三輪晁勢
三輪 晁勢（みわ ちょうせい、本名：三輪 信郎、1901年4月30日 - 1983年9月7日）は、日本画家。日本芸術院会員、京都府美術工芸功労者、京都市文化功労者、与板町名誉町民（現在は長岡市名誉市民）。堂本印象の義弟。

## 来歴・人物
1901年（明治34年）新潟県三島郡与板町長丁（現長岡市）に生まれる。父は洋画家の三輪越龍（本名：三輪大次郎）。与板町立与板尋常小学校卒業後、画家修業の為に京都へ移住し1913年（大正2年）京都市立美術工芸学校入学。1924年（大正13年）京都市立絵画専門学校（現：京都市立芸術大学）卒業。
堂本印象に師事し、当初は超世と号した。1927年（昭和2年）第8回帝展に「東山」が初入選。1931年（昭和6年）第12回帝展で「春丘」、1934年（昭和9年）第15回帝展で「舟造る砂丘」が特選受賞。同年堂本印象が画塾「東丘社」を結成すると入門し塾頭として活躍、1975年（昭和50年）に堂本印象没後は東丘社を主宰する。戦後は日展へ発表を続け、1962年（昭和37年）「朱柱」で日本芸術院賞受賞、1979年（昭和54年）日本芸術院会員となる。風景から花鳥、人物と作域は幅広く、晩年は鮮やかな色彩による静かな風景画、装飾性の強い花鳥画を描いた。1983年（昭和58年）京都市で死去、享年82。 

## 家族
- 父・三輪大次郎（越龍、1868-1952） ‐ 画家（洋画→日本画）。新潟出身。京都府画学校普通画科卒業後、小山正太郎や川村清雄に師事し、明治美術会所属。[3]
- 母・ギョク（1878-） ‐ 建部遯吾の妹。[4]
- 妻・ミツ（1905-） ‐ 堂本印象の実妹。京都堀川高女出身。
- 長男・三輪晃久 ‐ 日本画家

## 作品
- 『東山』（1927年・第8回帝展入選）
- 『春丘』（1931年・第12回帝展特選）
- 『祖谷の深秋』（1933年・後に郷里与板町の与板小学校へ寄贈）
- 『舟造る砂丘』（1934年・第15回帝展特選）
- 『朱柱』（1962年・日本芸術院賞受賞）